# 1869
1869 (MDCCCLXIX) je bilo navadno leto, ki se je po gregorijanskem koledarju začelo na petek, po 12 dni počasnejšem julijanskem koledarju pa na sredo.

## Dogodki
- 4. marec - Ulysses S. Grant postane 18. predsednik ZDA
- 15. junij - John Wesley Hyatt patentira prvo plastiko, celuloid
- 4. julij - ustanovljena je bila Univerza v Bukarešti
- 8. avgust - organiziran je bil ormoški tabor

## Rojstva
- 9. januar - Richard Abegg, nemški fizikalni kemik († 1910)
- 24. januar - Ernest Broșteanu, romunski general († 1932)
- 26. februar - Nadežda Konstantinovna Krupska, ruska revolucionarka, političarka († 1939)
- 12. april - Rihard Jakopič, slovenski slikar († 1943)
- 3. september - Friderik Pregl, slovensko-avstrijski zdravnik, kemik, nobelovec 1923 († 1930)
- 25. september - Rudolf Otto, nemški protestantski teolog, filozof in religiolog († 1937)
- 26. september - Soghomon Gevorki Soghomonjan - Komitas Vardapet, armenski duhovnik , skladatelj, muzikolog († 1935)
- 2. oktober - Mahatma Gandhi, indijski politik, voditelj († 1948)
- 30. november - Nils Gustaf Dalén, švedski fizik, nobelovec 1912 († 1937)

## Smrti
- 16. september - Thomas Graham, škotski kemik (* 1805)
- 18. oktober - Simon Jenko, slovenski pesnik (* 1835)